# 哈维尔·戈麦斯·诺亚
哈维尔·戈麦斯·诺亚（西班牙語：Javier Gómez Noya，1983年3月25日—），西班牙男子铁人三项运动员。他曾获得2012年夏季奥运会铁人三项比赛男子个人银牌。他也参加了2008年夏季奥运会。